# Konstantinos Alyssandrakis
Konstantinos Alyssandrakis este un om politic grec, membru al Parlamentului European în perioada 1999-2004 din partea Greciei.
1. ↑  Deputații în Parlamentul European